# Mount Heine
Mount Heine är ett berg i Antarktis. Det ligger i Östantarktis. Nya Zeeland gör anspråk på området. Toppen på Mount Heine är 760 meter över havet.
Terrängen runt Mount Heine är kuperad söderut, men norrut är den platt. Mount Heine är den högsta punkten i trakten. Trakten är obefolkad. Det finns inga samhällen i närheten.